# Шкотово
Шко́тово — посёлок городского типа, образует Шкотовское городское поселение в Шкотовском районе Приморского края России на берегу Уссурийского залива.

## История
До заселения здешних земель русскими тут жили азиатские семьи из Кореи, которые были переселены советской властью в 1939 году в Казахстан.
Основали село крестьяне, переселившиеся с низовьев Амура, отпускные солдаты и матросы, которые обосновались в устье реки Цимухе (ныне Шкотовка), где в 1865 году и основали село Шкотово, получившее своё название по имени командира пароходо-корвета «Америка» капитан-лейтенанта Н. Я. Шкота.
6 ноября 1867 года село посетил известный путешественник Николай Михайлович Пржевальский. В книге по итогам своего путешествия по Уссурийскому краю он так отозвался о селе и его жителях:
Состав населения самый пёстрый: здесь живут и ссыльные поселенцы, и крестьяне с низовьев Амура, и наконец бессрочно-отпускные солдаты с матросами. Все они живут весьма бедно, главным образом от собственного нерадения, так как земля в окрестностях деревни весьма плодородна и, при серьёзной обработке, даёт хороший урожай.Пржевальский, Николай Михайлович
В мае 1868 года было сожжено хунхузами (китайцами).
В 1902 году через село проходил известный исследователь Приморского края — Владимир Клавдиевич Арсеньев.

### Гражданская война
2 апреля 1920 ставка японских оккупационных войск предъявила Приморской областной земской управе ряд требований. К полудню 4 апреля были достигнуты договорённости, но переговоры были предприняты для того, чтобы усыпить бдительность земской управы.
В ночь с 4 на 5 апреля 1920 года во Владивостоке, Уссурийске, Спасске-Дальнем, Ольге, Шкотово, Посьете и Раздольном, а также в Хабаровске и в других городах и селах японские оккупационные войска из пушек, пулемётов, винтовок расстреливали общественные здания, казармы где разместились революционные войска и мирное население. В посёлке Шкотово было убито 300 человек, ранено более 100 человек. После этой кровавой ночи японцы долгое время не разрешали населению предавать погребению тела погибших партизан и рабочих или оказывать помощь раненным. Всех, кто пытался делать это, расстреливали.
В одном из апрельских номеров 1920 года газета «Дальневосточное обозрение» поместила следующую заметку: «6 апреля крестьянин деревни Шкотово Семён Калягин пошёл с фельдшерами оказывать помощь раненным, которые валялись около казарм, но был арестован японцами, а 7 апреля его нашли среди числа убитых».

## После гражданской войны
10 октября 1931 года Постановлением Президиума ВЦИК «селение Шкотово (с железно-дорожной станцией того же имени» Шкотовского района  отнесён к категории рабочих поселков
.
До 26 октября 1964 года был административным центром Шкотовского района.

## Население
| 1865  | 1868  | 1876  | 1891  | 1896    | 1897  |
| ----- | ----- | ----- | ----- | ------- | ----- |
| 34    | ↗41   | ↗234  | ↗322  | ↗440    | ↗560  |
| 1900  | 1912  | 1915  | 1926  | 1933    | 1939  |
| ↗592  | ↗807  | ↗1735 | ↗2700 | ↗10 600 | ↘4690 |
| 1959  | 1970  | 1979  | 1989  | 2002    | 2006  |
| ↗8170 | ↘7782 | ↘7171 | ↗7721 | ↘5348   | ↘5302 |
| 2008  | 2009  | 2010  | 2011  | 2012    | 2013  |
| ↘5300 | ↗5366 | ↘5038 | ↗5043 | ↗5045   | ↘5001 |
| 2014  | 2015  | 2016  | 2017  | 2018    | 2019  |
| ↘4983 | ↘4973 | ↗5096 | ↘5004 | ↗5017   | ↘5010 |
| 2020  | 2021  | 2023  | 2024  |         |       |
| ↘4947 | ↘4734 | ↘4614 | ↘4573 |         |       |

## Известные уроженцы, жители
Алексей Филиппович Хортов — краевед.

## Инфраструктура
Действует Дом культуры.

## Достопримечательности
В 2 км от Шкотово есть сафари-парк. В нём живут амурские тигры, медведи, олени, дикие кабаны, козлы и другие животные. Также представлено большое количество птиц (совы, филины, ястребы, вороны, орлы и др.)
В январе 2016 года на территории парка появился дальневосточный леопард, привезённый из Чехии.

### Русская православная церковь
Храм святой блаженной Матроны Московской.

### Памятники
- памятник погибшим в Великой Отечественной войне
- памятник партизанам
- памятник Шкоту Николаю Яковлевичу (посёлок назван в честь него)
- памятник военнопленным, погибшим вдали от родной земли

## Транспорт
В посёлке находится железнодорожная станция Шкотово.
Для обхода Шкотовского перевала на дистанции «Обход участка Шкотово – Смоляниново», на 2022 год, строятся 2 железнодорожных тоннеля. Уклон от 24 тысячных будет сглажен до девяти. Благодаря этому, больше не потребуется организация железнодорожного движения с использованием «толкачей» — толкающих локомотивов. Окончание работ намечено на 2024 год.
Летом 2023 года был открыт участок до Шкотово, принадлежащий автомобильной дороге Владивосток-Находка.